# Ручной пулемёт Калашникова
7,62-мм ручной пулемёт Калашникова (РПК, Индекс ГРАУ — 6П2) — советский ручной пулемёт, созданный на основе автомата АКМ. Принят на вооружение советской армии в 1961 году. Он заменил ручной пулемёт Дегтярёва как более предпочтительный с точки зрения унификации с другим принятым на вооружение стрелковым оружием. На момент постановки на вооружение и ещё долгое время после того являлся самым лёгким пулемётом в мире, зарекомендовал себя как очень эффективное оружие, малогабаритное, простое и удобное в эксплуатации.
Ствол РПК в полевых условиях заменить невозможно. Питание РПК возможно из магазинов обычного автомата Калашникова калибра 7,62 мм, магазинов повышенной ёмкости (40 патронов) либо из барабанных магазинов (75 патронов). Прицел получил возможность ввода боковых поправок на ветер.
В 1974 году в связи с переходом на патрон 5,45×39 мм на вооружение принята модификация РПК-74 соответствующего калибра.
Ручной пулемёт РПК был принят на вооружение в армиях более 20 стран. В некоторых странах производятся его варианты или копии. Например, китайские копии Тип 74 и 81 сохранили общую схему ручного пулемёта РПК, однако имеют ряд отличий (к примеру, барабанный магазин Тип 74 на 101 патрон, продающийся в настоящее время в иностранных оружейных магазинах как «chinese 100 round ak 47 drum magazine»).

## История
В марте 1953 года Управление стрелкового вооружения ГАУ разработало тактико-технические требования на унифицированные образцы автоматического оружия — новый, «легкий» автомат и ручной пулемёт.
В 1956 году прошли испытания «легких» автоматов и ручных пулемётов М. Т. Калашникова, Г. А. Коробова, А. С. Константинова, В. В. Дегтярева и Г. С. Гаранина.
Ручной пулемёт должен был заменить ручной пулемёт РПД (образца 1944 года) под тот же автоматный патрон образца 1943 года на вооружении мотострелковых, парашютно-десантных отделений и отделений морской пехоты. Тактико-техническое задание предусматривало кроме безусловного сохранения боевых характеристик, достигнутых на 7,62-мм РПД, существенное уменьшение трудоёмкости изготовления и массы пулемёта.
В 1961 году на вооружение поступил ручной пулемёт Калашникова (РПК, индекс 6П2), унифицированный с принятым двумя годами ранее автоматом АКМ. РПК — автоматическое стрелковое оружие мотострелкового отделения, предназначенное для уничтожения живой силы и поражения огневых средств противника.
С заменой карабинов СКС модернизированным автоматом АКМ, а ручного пулемёта РПД на РПК автоматическое оружие в звене отделение-взвод стало полностью унифицированным по патрону и по системе.
Широкая унификация узлов и деталей ручного пулемёта с уже освоенным АКМ намного упростила производство РПК, его изучение в войсках (тем более, что система АК — одна из наиболее простых в изучении и освоении), обеспечила ручному пулемёту надёжность работы базового образца.
Немаловажное значение имеет простота разборки, ухода и ремонта. Схема устройства РПК аналогична автомату АКМ, большая часть их узлов и деталей взаимозаменяемы — регулярно проверяемая идентичность деталей обеспечивает широкую ремонтопригодность оружия в войсковых мастерских и на арсеналах военных округов.
Правда, для производства унификация автомата с ручным пулемётом имела и обратную сторону — требования по живучести деталей унифицированного семейства определялись требованиями по живучести к ручному пулемёту.

## Отличия от АКМ
Отличие РПК от АКМ заключается во внесении следующих конструктивных изменений:
1. ствол удлинён для увеличения начальной скорости пули с 715 м/с до 745 м/с;
2. усиленный вкладыш ствольной коробки;
3. увеличена масса ствола для обеспечения более напряжённого режима огня по сравнению с АКМ;
4. снабжён лёгкими складными сошками (закреплёнными в дульной части ствола) для обеспечения устойчивости при стрельбе;
5. увеличена ёмкость магазина пулемёта (секторного — до 40 патронов, барабанного — до 75 патронов) для увеличения боевой скорострельности;
6. приклад выполнен по форме приклада ручного пулемёта Дегтярева для удобства стрельбы (утончённая шейка приклада позволяет при стрельбе с упора охватывать его левой рукой);
7. прицел снабжён перемещающимся целиком для учёта влияния внешних условий на меткость стрельбы пулемёта РПК.

## Характеристики
Эффективная дальность стрельбы из РПК:
- 800м по наземным целям,
- 500 м по воздушным целям.

Дальность прямого выстрела:
- 365 м по грудной фигуре,
- 540 м по бегущей фигуре.

Дульная энергия пули — 2206 Джоулей.
Боевая скорострельность:
- до 150 выстрелов в минуту — при стрельбе очередями, одну минуту, с последующим охлаждением не менее 5 минут.
- до 50 выстрелов в минуту — при стрельбе одиночными.
- не более 200 выстрелов в 3 минуты или 300 выстрелов в пять минут.

Требования нормального боя одиночными для РПК:
- все четыре пробоины вмещаются в круг диаметром 15 см;
- средняя точка попадания отклоняется от контрольной точки не более чем на 5 см в любом направлении.

Требования нормального боя очередями для РПК:
- не менее шести пробоин из восьми вмещается в круг диаметром 20 см;
- средняя точка попадания отклоняется от контрольной точки не более чем на 5 см в любом направлении.

Проверка боя осуществляется стрельбой по чёрному прямоугольнику высотой 35 см и шириной 25 см, укреплённому на белом щите высотой 1 м и шириной 0,5 м. Дальность стрельбы — 100 м, положение — лёжа с сошками, патроны — с обыкновенной пулей, прицел — 3, целик — 0.
Показатели суммарного рассеивания пуль при стрельбе короткими очередями с сошки из приведённого к нормальному бою РПК:
| Дальность стрельбы, м | Срединные отклонения по высоте, см | Срединные отклонения по ширине, см | Сердцевинные полосы по высоте, см | Сердцевинные полосы по ширине, см | Энергия пули, Дж |
| --------------------- | ---------------------------------- | ---------------------------------- | --------------------------------- | --------------------------------- | ---------------- |
| 100                   | 8                                  | 8                                  | 25                                | 25                                | 1677             |
| 200                   | 17                                 | 17                                 | 50                                | 50                                | 1255             |
| 300                   | 25                                 | 25                                 | 75                                | 75                                | 922              |
| 400                   | 33                                 | 33                                 | 101                               | 101                               | 667              |
| 500                   | 41                                 | 41                                 | 127                               | 126                               | 490              |
| 600                   | 50                                 | 49                                 | 153                               | 152                               | 382              |
| 700                   | 59                                 | 58                                 | 180                               | 178                               | 324              |
| 800                   | 68                                 | 67                                 | 209                               | 204                               | 294              |
| 900                   | 78                                 | 75                                 | 239                               | 230                               | 265              |
| 1000                  | 92                                 | 84                                 | 281                               | 257                               | 235              |

Где срединное отклонение — половина ширины центральной полосы рассеивания, вмещающей 50 % всех попаданий, а сердцевинная полоса — полоса рассеивания, содержащая в себе 70 % попаданий.
Суммарные срединные отклонения на дальности 800 м (вертикальное и по ширине):
- РПД — 46 и 43 см[5].
- РПК — 68 и 67 см[1].

Нормальная пробивающая способность стандартной оболочечной пули со стальным сердечником на расстояниях до 800 метров. Американские оружейники, заполучив пулемёт, испытывали РПК по общевойсковым бронежилетам T65-2 и каскам M1 американского производства, пуля пробивала их на указанном предельном расстоянии, теряя однако при этом свою кинетическую энергию.

## Устройство
РПК состоит из следующих основных частей и механизмов:
- ствол со ствольной коробкой, прицельным приспособлением, сошкой и прикладом;
- крышка ствольной коробки;
- затворная рама с газовым поршнем;
- затвор;
- возвратный механизм;
- газовая трубка со ствольной накладкой;
- ударно-спусковой механизм;
- цевьё;
- магазин.

В комплект РПК входят: принадлежность (шомпол, протирка, ёршик, отвёртка, выколотка, шпилька, пенал и маслёнка), ремень, чехол и сумки для переноски магазинов.

### Прицельное приспособление
Прицельное приспособление РПК состоит из мушки и прицела, в свою очередь состоящего из колодки прицела, пластинчатой пружины, прицельной планки, целика и хомутика. На верхней и нижней сторонах прицельной планки нанесены шкалы с делениями от 1 до 10 (дальность стрельбы в сотнях метров), а на стенке гнезда целика — шкала с десятью делениями для боковых поправок, каждое из которых соответствует двум тысячным дальности стрельбы.
К пулемётам поздних выпусков прилагается приспособление для стрельбы ночью (самосветящаяся насадка), состоящее из откидного целика с широкой прорезью (устанавливается на прицельной планке) и широкой мушки (надевается на мушку оружия сверху), на которые нанесены светящиеся точки. Данное приспособление не отделяется в процессе эксплуатации — при стрельбе днём мушка и целик откидываются вниз, не мешая пользоваться стандартными прицельными приспособлениями.

## Принцип действия
Автоматика имеет газовый двигатель с длинным ходом поршня, то есть действует за счёт отвода пороховых газов через боковое отверстие в стенке ствола, а газовый поршень со штоком жёстко связан с затворной рамой. Запирание затвора осуществляется его поворотом, при этом два боевых выступа затвора заходят в соответствующие пазы вкладыша ствольной коробки. Рукоятка перезаряжания расположена справа и выполнена заодно с затворной рамой. В продольном канале затворной рамы помещена возвратная пружина. Задний упор направляющего стержня возвратной пружины служит защелкой штампованной крышки ствольной коробки. Высокие требования по живучести ствола, использование пуль со стальным сердечником и биметаллической оболочкой требовало мер по повышению ресурса ствола, поэтому канал ствола, патронник и шток затворной рамы с поршнем подвергали хромированию.
Ударный механизм — куркового типа с вращающимся на оси курком и П-образной витой боевой пружиной. Спусковой механизм допускает ведение автоматического и одиночного огня. Единая поворотная деталь выполняет функции переводчика видов огня и флажкового предохранителя. В положении «предохранитель» она блокирует спусковой крючок, шептала одиночного и автоматического огня и препятствует движению назад затворной рамы, частично перекрывая продольный паз между ствольной коробкой и её крышкой. Автоспуск удерживает курок во взведенном положении до полного запирания канала ствола. Выстрел производится с переднего шептала, но при тяжёлом стволе и ведении огня преимущественно короткими очередями это не повышает риск самопроизвольного выстрела из-за разогрева патронника.
Магазинная система питания заставила разработать более емкие, нежели у автомата, магазины — коробчатый, секторной формы, с двухрядным расположением 40 патронов и барабанный ёмкостью 75 патронов. Патроны в барабанном магазине размещаются по образующей в улиткообразном ручейке, образованном неподвижными спиралями корпуса и крышки магазина. Продвижение патронов по спирали к горловине магазина обеспечивает вращающийся подаватель с пружиной, заводимой при снаряжении магазина патронами. Магазины РПК взаимозаменяемы с автоматным.

## Патроны
Стрельба из РПК ведётся патронами образца 1943 года (7,62×39) со следующими типами пуль:
- обыкновенная со стальным сердечником предназначена для поражения живой силы противника, расположенной открыто или за препятствиями, пробиваемыми пулей. Оболочка — стальная покрытая томпаком, сердечник — стальной, между оболочкой и сердечником — свинцовая рубашка. Не имеет отличительной окраски.
- трассирующая предназначена для целеуказания и корректирования огня на расстоянии до 800 м, а также поражения живой силы противника. Сердечник состоит из сплава свинца с сурьмой, за ним находится стаканчик с запрессованным трассирующим составом. Цвет пули — зелёный.
- бронебойно-зажигательная предназначена для зажигания горючих жидкостей, а также поражения живой силы, находящейся за легкобронированными укрытиями на дальностях до 300 м. Оболочка — с томпаковым наконечником, сердечник — стальной со свинцовой рубашкой. За сердечником в свинцовом поддоне находится зажигательный состав. Цвет головной части — чёрный с красным пояском.

## Варианты и модификации
- РПКС (индекс ГРАУ — 6П8) — вариант со складным прикладом для воздушно-десантных войск
- РПКН, РПКСН — варианты с креплением под ночной или оптический прицел.
- РПК-74 (индекс ГРАУ — 6П18) — Вариант под патрон 5,45x39
- РПК-203 (индекс ГРАУ — 6П8М) — модернизированный вариант РПКС российского производства с прицельной планкой на ствольной коробке, складным прикладом и чёрной пластмассовой фурнитурой от автоматов Калашникова 100-й серии
- Lmg-k-74 вариант РПК производства ГДР

## Страны-эксплуатанты
| - Албания - Афганистан - Болгария: выпускается компанией Arsenal под названием LMG в вариантах под патроны 7,62×39 мм, 5,45×39 мм и 5,56×45 мм. - Венгрия - Гвинея-Бисау - Джибути - Зимбабве - Ирак - Иран - Йемен - Кабо-Верде - КНДР: под обозначением Type 64. - Колумбия - Коморы - Куба - Латвия - Литва - Мали | - Мальта - Мозамбик - Молдова - на вооружении молдавской армии - Монголия - Нигерия - Никарагуа - Польша - Республика Конго - Россия - Румыния: Выпускается предприятием Fabrica de Arme Cugir SA под названием Puşcă Mitralieră model 1964 - Сербия: вариант Zastava M72 собственного производства - Сейшельские Острова - Сирия - Сомали - СССР - Судан - Танзания - Уганда - Узбекистан - Украина - ЦАР - Чад - Экваториальная Гвинея - Эфиопия - Вьетнам |  |

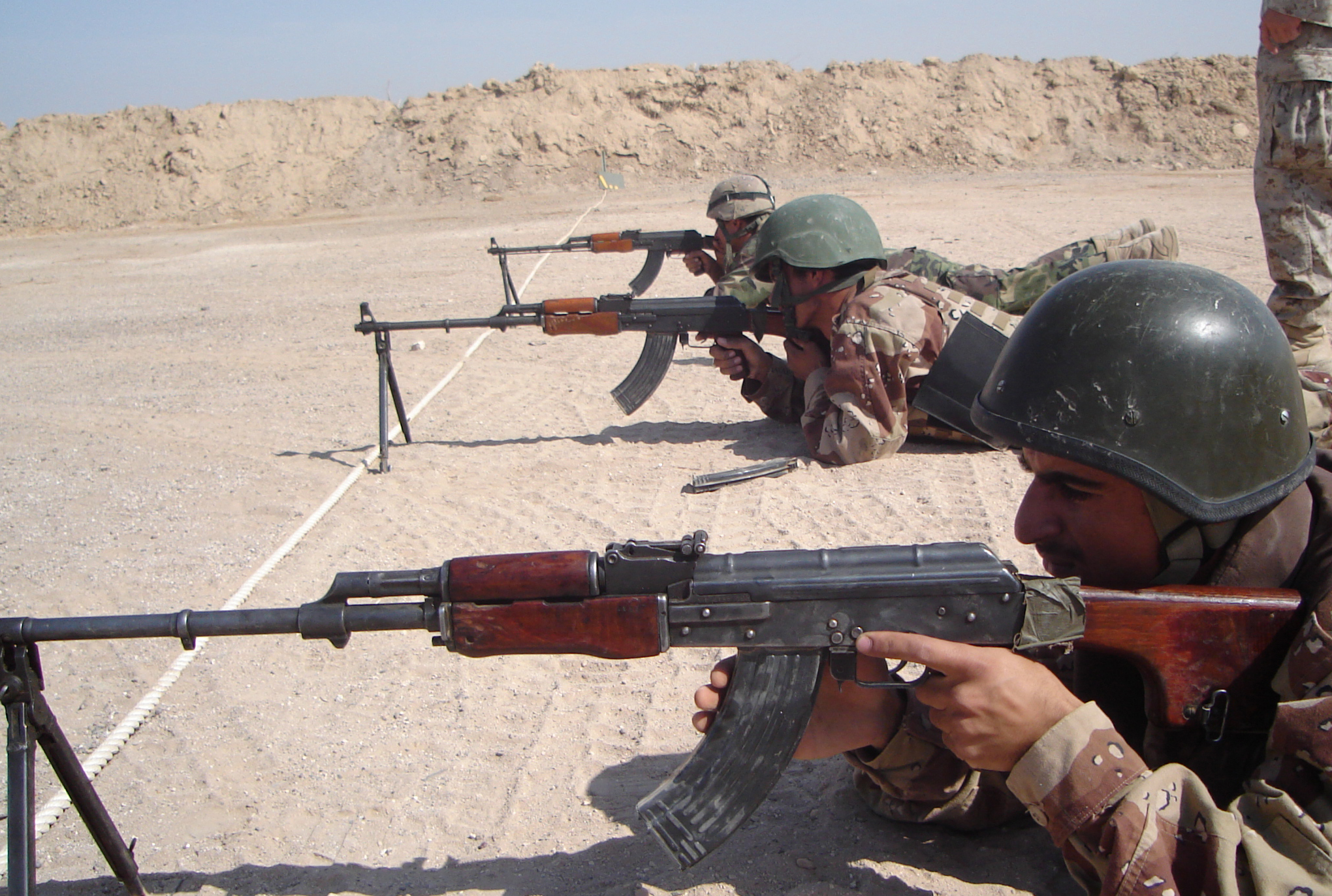
Иракские солдаты тренируются в стрельбе из РПК

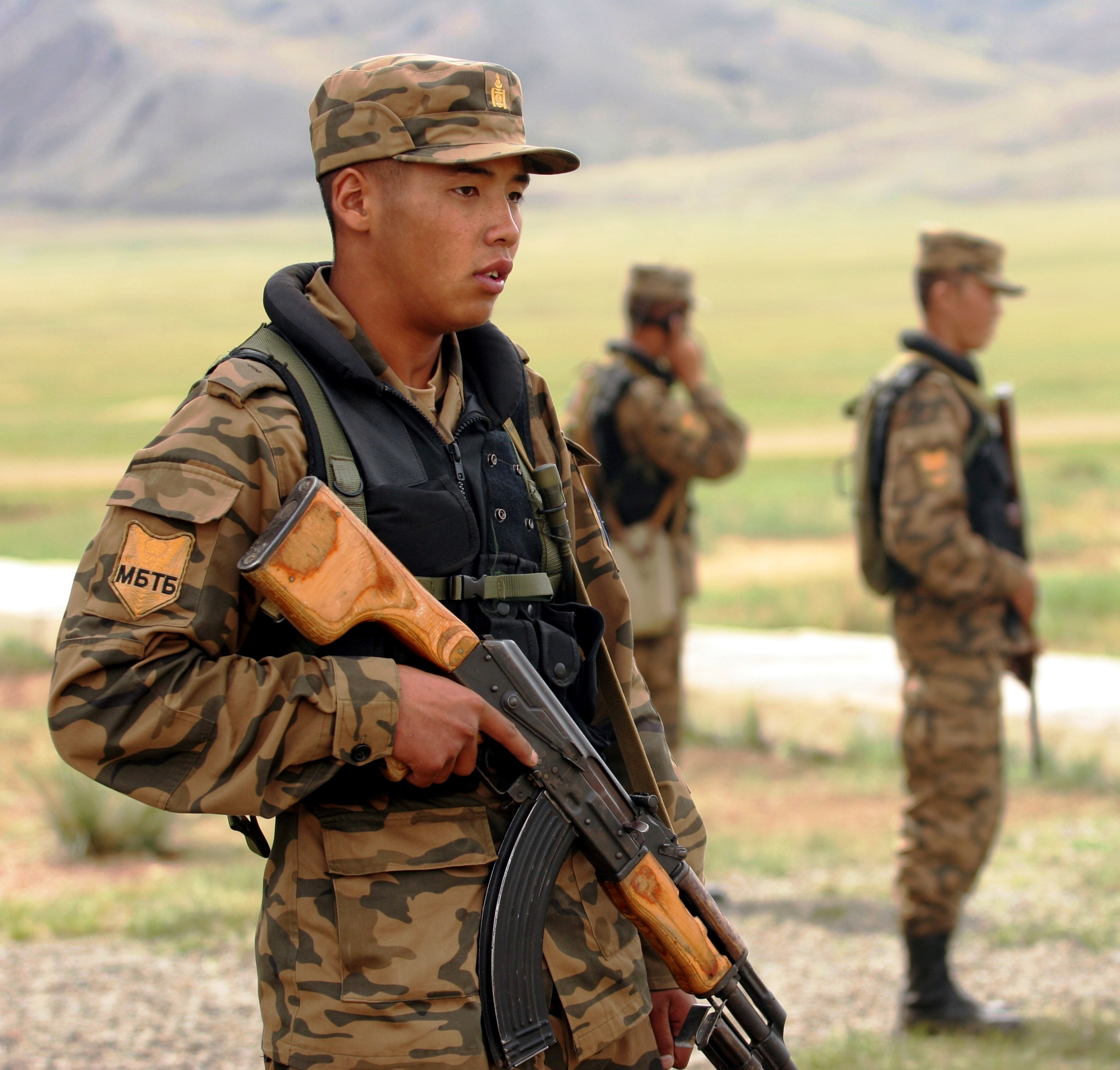
Монгольский солдат с РПК

## Сборка/разборка РПК
Неполная разборка РПК производится для чистки, смазки и осмотра в следующем порядке:
1. установка пулемёта на сошку;
2. отделение магазина;
3. извлечение пенала с принадлежностью;
4. отделение шомпола;
5. отделение крышки ствольной коробки;
6. отделение возвратного механизма;
7. отделение затворной рамы с затвором;
8. отделение затвора от затворной рамы;
9. отделение газовой трубки со ствольной накладкой.

Сборка после неполной разборки производится в обратном порядке.
Полная разборка РПК производится для чистки при сильном загрязнении, после нахождения пулемёта под дождём или в снегу, при переходе на новую смазку или ремонт в следующем порядке:
1. неполная разборка;
2. разборка магазина;
3. разборка возвратного механизма;
4. разборка затвора;
5. разборка ударно-спускового механизма;
6. отделение цевья.

Сборка после полной разборки производится в обратном порядке.
Рекомендуется летом (при температуре выше 5 °C) использовать ружейную смазку и РЧС (раствор чистки стволов от нагара), а зимой (от +5 °C до — 50 °C) — жидкую оружейную смазку (для смазки и очистки от нагара), тщательно удалив (промыв все металлические части в керосине или жидкой ружейной смазке и обтерев их чистой ветошью) перед этим летнюю смазку. Для хранения на складе в течение длительного времени пулемёт смазывается жидкой ружейной смазкой, заворачивается в один слой ингибитированной, а затем в один слой парафинированной бумаги.